# Dom de Mischabel
O Dom de Mischabel ou Monte Dom é uma montanha dos Alpes Peninos, no cantão de Valais, na Suíça. Com 4545 m de altitude e 1046 m de proeminência topográfica, é a mais alta montanha inteiramente em território suíço e faz parte dos cumes dos Alpes com mais de 4000 m.
Se o ponto culminante é este cimo, na realidade o Maciço dos Mischabel é formado por três cumes; o Dom ao centro, o Täschhorn a Sul, e o Alphube a Norte, e formam o mais importante grupo montanhoso dos Alpes suíços.